# France au Concours Eurovision de la chanson 1985
La France a participé au Concours Eurovision de la chanson 1985 à Gothembourg, en Suède. C'est la 28e participation de la France au Concours Eurovision de la chanson.
Le pays est représenté par Roger Bens et la chanson Femme dans ses rêves aussi, sélectionnés via une finale nationale organisée par Antenne 2.

## Sélection
L'émission de la sélection nationale a eu lieu le 31 mars 1985 au Studio Gabriel à Paris, comme l'année précédente dans le décor de l'émission Champs-Élysées, et elle est présentée par Patrice Laffont et Catherine Ceylac,,.
Quatorze chansons sont en compétition dans l'émission. La chanson se qualifiant pour l'Eurovision 1985 est choisie au moyen d'un sondage effectué auprès d'un panel du public, mille téléspectateurs ayant été consultées par téléphone par la Sofres,.
Parmi les candidats, figure Roger Bens, candidat l'année précédente à la sélection nationale française, dans le groupe Victoire avec la chanson On n'est pas rock, on n'est pas jazz (classé 6e).

### Finale nationale
| Ordre | Artiste             | Chanson                         | Points | Place |
| ----- | ------------------- | ------------------------------- | ------ | ----- |
| 1     | Les Jumelles        | Notre symphonie                 | 30     | 11    |
| 2     | Roger Bens          | Femme dans ses rêves aussi      | 215    | 1     |
| 3     | Lucille Marciano    | Pour ne pas oublier les hommes  | 52     | 9     |
| 4     | Julia Romagne       | Dolly                           | 80     | 6     |
| 5     | Florence Minet      | Le Cœur made in amour           | 99     | 4     |
| 6     | Florence Allora     | C'est un sorcier                | 63     | 8     |
| 7     | Pascal Renard       | Mary Jackson                    | 22     | 12    |
| 8     | Sarah d'Armento     | Zoom avant                      | 10     | 14    |
| 9     | Henri de Vézins     | Amour non-stop                  | 17     | 13    |
| 10    | 3+1                 | Paris, la France                | 76     | 7     |
| 11    | Betty Dian          | Le jour où tu reviendras        | 121    | 2     |
| 12    | Françoise Robert    | Only You, que vous              | 103    | 3     |
| 13    | Irka et Denis Pépin | Quelque chose me dit            | 89     | 5     |
| 14    | Nadine Séra         | Un autre jour, une autre chance | 39     | 10    |

À la suite du sondage, Roger Bens est choisi comme représentantant de la France avec la chanson Femme dans ses rêves aussi écrite et composée par Didier Pascalis.

## À l'Eurovision

### Points attribués par la France
| 12 points | Israël      |
| 10 points | Danemark    |
| 8 points  | Allemagne   |
| 7 points  | Suède       |
| 6 points  | Royaume-Uni |
| 5 points  | Italie      |
| 4 points  | Luxembourg  |
| 3 points  | Irlande     |
| 2 points  | Norvège     |
| 1 point   | Autriche    |

### Points attribués à la France
| 12 points  | 10 points         | 8 points                                    | 7 points      | 6 points  |
| ---------- | ----------------- | ------------------------------------------- | ------------- | --------- |
| - Grèce    | - Italie          |                                             |               | - Suède   |
| 5 points   | 4 points          | 3 points                                    | 2 points      | 1 point   |
| - Finlande | - Chypre - Suisse | - Autriche - Israël - Luxembourg - Portugal | - Royaume-Uni | - Turquie |

Le 4 mai 1985, à Goteborg, en Suède, Roger Bens interprète Femme dans ses rêves aussi en 6e sous la direction du chef d'orchestre Michel Bernholc, suivant l'Espagne et précédant la Turquie. Au terme du vote final, la France termine 10e sur 19 pays, obtenant 56 points.